# 费奥多尔·奥赫洛普科夫
费奥多尔·马特维耶维奇·奥赫洛普科夫（俄语：Фёдор Матвеевич Охлопков，羅馬化：Fyodor Matveyevich Okhlopkov，1908年3月2日—1968年5月28日），雅庫特人，二战时期苏军狙击手。費奧多為二戰期間蘇聯陸軍擊殺數大約排名第八的狙擊手，一共擊殺429人（一說為541人）。

## 生平
費奧多原籍為蘇聯雅庫特蘇維埃社會主義自治共和國克雷斯特－喀茨黑區的村落（現今俄羅斯聯邦薩哈共和國通波區。費奧多出身的部落村莊被勒拿河與阿唐河（Al Don river）所平行包圍，加上又是永凍土的關係，僅有非常少數人嘗試務農，或從事林業，大部分以游牧、狩獵，與毛皮交易維生。費奧多就是在學習狩獵的情形下學習使用槍械，並且發揮這一項專長。

## 入伍
1939年，蘇聯與芬蘭之間爆發的冬季戰爭，費奧多就像一樣在此役中一戰成名，雙方彼此都發揮了獵人的本色；不過這個時候海赫已經先打響了名號。隨著莫斯科和平協定的簽定，費奧多又回到了故鄉；不過和平的日子沒有持續太久，巴巴羅薩作戰的砲聲打響了之後，蘇聯政府急驚風似地發布「總動員令」，於是費奧多就跟兄長一起加入西伯利亞第1243狙擊步兵團，經由西伯利亞鐵路被送到西部前線直接與德軍進行作戰。

## 戰爭歲月
熟悉的莫辛-納甘步槍又回到費奧多的手上，不過是1年又3個月前的硝煙味又開始充斥著費奧多的肺，儘管他已經是個戰場老手，卻沒辦法保護自己的親兄長，眼睜睜地看著兄長被德軍炮火所吞噬。費奧多在這次砲擊中受傷，但兄長的陣亡成為他努力康復的動力。他不斷發誓唯有復仇能夠慰藉哀痛，在他眼中，只有死去的德國官兵才是「好德國人」。
傷癒後費奧多被分發至第259狙擊步兵旅。嚴格來說，該旅與其他狙擊步兵旅一樣，承受了極高的傷亡率，且部隊經驗與士氣尚未穩固。然而，259旅中有一位備受矚目的狙擊手——瓦西里·克瓦柴季拉澤，以擊殺534人的戰果穩居蘇聯狙擊手排行榜第二。費奧多成為他的射擊小組搭檔，並經常以瓦西里的成就激勵自己。
之後費奧多被調至第234狙擊步兵旅。或許是命運多舛，當他在明斯克郊區作戰時再度遭遇德軍砲擊，這次傷勢更為嚴重，被緊急送往醫院治療。最終，他是在病床上聽聞二戰結束的消息。
截至重傷入院前，費奧多的確認擊殺數為429人，穩居全蘇聯陸軍狙擊手排行榜第八名。

## 返鄉生活
費奧多回到故鄉後，除了一身的舊傷之外，什麼也沒有，更沒有人聞，沒有人問，儘管費奧多曾經在蘇德戰爭中大顯身手，但是很快地費奧多的生活就陷入的困境；費奧多不得不以身為蘇聯陸軍中屈指可數的戰功為依據，向蘇共黨中央委員會提出申訴。但是送出去的申訴信件都如石沉大海；原因是身為雅庫特人的他並沒有擠入蘇維埃英雄的名額當中，因為，雅庫特族的名額只有限定兩位。
費奧多就在這困苦與潦倒中度過了廿年。一直到1965年，衛國戰爭廿週年紀念，費奧多的名字突然又被想起，這時候體制也改了，蘇共總書記列昂尼德·伊里奇·勃列日涅夫將蘇聯英雄勳章(#10678)以及列寧勳章頒發給費奧多，並且恢復了費奧多被遺忘廿年的榮耀與名聲。
不過就這樣三年，費奧多在平靜中走完他曾經壯烈與不凡的一生，享壽60歲。

## 附記
- 費奧多最早不是入伍之後就擔任狙擊手的位置，他最早擔任機槍手，後來又擔任衝鋒槍班長最後才擔任發揮所長的狙擊手。費奧多再戰爭中一共負傷12次，一直到1944年6月在明斯克市再一次受到重傷才退出前線。
- 「429」是費奧多的官方確認有效擊殺數據，不過部隊中盛傳費奧多早已擁有破千人大關的紀錄。
- 費奧多享有「絕無疏失的班長」之美譽（"sergeant without the oversight."）。
- 衛國戰爭廿週年紀念活動不是費奧多第一次上版面，早在戰爭烽火四處竄燒時，上自當時蘇聯國防部長的報告，下至新聞報導，前線戰報，官兵們閒聊的內容中，都有費奧多的名字。
- 1974年時，有一艘商船就以他命為費奧多·瑪維耶維奇·歐克洛普科夫號。
- 雖然說蘇聯狙擊手的戰績輝煌，不過都是經過為了振奮士氣的政工文宣戰報所報導的，本來就有誇大的嫌疑；更諷刺的是有的狙擊手擊殺確認是「依據理論上」來認定的。目前狙擊手的成績認定中，儘管有所爭議，然而的紀錄依舊有可信度；至於本篇主人翁費奧多的紀錄，一樣也是貨真價實。

## 資料來源
- Fyodor Okhlopkov （页面存档备份，存于）
- 国家英雄 （页面存档备份，存于）